# هدیه بغدادی
هدیه بغدادیه (۱۲۲۸ - ۱۳۱۲) (نسب: هدیه بنت علی بن عسکر الهراس البغدادیة) بانوی محدث و  صوفی عراقی بود. ابتدا پرستار کودک بود. نزد زَبیدی و ابن لیثی و جعفر همدانی دانش آموخت. شاگردانی در علوم قرآنی و حدیث داشت.  

## منبع
1. ↑  ابن حجر عسقلانی، احمد (۲۰۰۰). [[الدرر الکامنه]]. ج. X. حيدرآباد: دائرة المعارف العثمانية. ص. X. تاریخ وارد شده در |سال= را بررسی کنید (کمک); تداخل پیوند خارجی و ویکی‌پیوند (کمک)
2. ↑  ابن عماد حنبلی، عبدالحی (۱۹۸۶). شذرات الذهب. دمشق: دار ابن کثیر. تاریخ وارد شده در |سال= را بررسی کنید (کمک)
3. ↑  کحاله، عمر رضا (۱۹۵۹). أعلام النساء فی عالمی العرب والإسلام. ج. ۵. بیروت: موسسة الرسالة. ص. ۲۰۹. تاریخ وارد شده در |سال= را بررسی کنید (کمک)